# قیامت عنکبوتی
قیامت عنکبوتی (به انگلیسی: Spider-Geddon) یک کامیک بوک محدود و یک آرک داستانی کراس‌اور است که توسط مارول کامیکس منتشر شده و شخصیت‌های اصلی این کامیک، مرد عنکبوتی و دوستان او هستند. بعد از رویداد دنیای عنکبوتی، وارثان سعی کردند تا از دنیای وحشتناکی که در آن زندانی شده‌اند، خود را آزاد کنند و از ارتش عنکبوتی انتقام بگیرند و دوباره از جسم و قدرت‌های آن‌ها، تغذیه کنند.